# 饒波の龕屋跡地
饒波の龕屋跡地（のは の ガンヤーあとち）は、沖縄県豊見城市饒波にある龕を収める建物跡である。

## 概要
饒波の「龕（ガン）」を保管する建物「龕屋（ガンヤー）」の跡地である。「龕」とはかつて葬儀の際に死者を運ぶために使われた屋形型の輿のことで、現在でいう霊柩車のようなものである。龕本体には、蓮の花やお坊さん等、仏教に関する絵が描かれ、屋根部分にはシャチホコや鳥などの装飾が施されている。全体が朱色で彩色されていることから「アカンマ（赤い馬）」とも呼称された。
饒波では、かつては野辺送り（ソーローウトゥム）の際、龕に死者を納め、チューフーと呼ばれる担ぎ手達によって家から墓まで運ばれていた。また地元だけでなく、龕を保有していない平良、高嶺、金良など周辺集落にも貸し出された。戦前の龕は沖縄戦の際に失われたため、1952年に現在の南風原町津嘉山の大工に作成依頼し再建されたが、その後は火葬の普及により、1967年ごろを最後に使われなくなった。
龕が使われなくなっても、毎年旧暦8月9日には「龕の祝い」と称して祈願が行われている。この日は龕を新調した日とされ、龕の修復点検とともに住民の健康や長寿を祈る。特に卯年のコーヌユーエーは、十三年マーイといって盛大に行われる。龕屋に線香15本、酒、重箱料理、豚肉（卯年には鶏一羽が加わる）、赤饅頭を供え、不幸が続き頻繁に龕屋を開ける事のないように字民の無病息災を祈願する。
饒波の龕屋は集落の西端入口に位置しており、隣接地域の高安の龕屋と近接した場所にある。市内において隣同士の集落で龕を保有しているのは、饒波と高安のみである。饒波の龕屋は、長年の役目を終えたため、2014年に龕屋跡地として整備が行われたことに伴い、龕本体は豊見城市教育委員会に寄贈された。解体前の龕屋は、琉球石灰岩を切り出した石材で石垣や土台が造られ、屋根部分はコンクリートの平屋根が付けられていた。戦前から戦後しばらくまでは沖縄赤瓦で葺いた屋根であった。この場所は豊見城のかつての葬制と地域の関わりを知る上で貴重な場所である。